# Pascal Guion
 (décembre 2023).
Si vous disposez d'ouvrages ou d'articles de référence ou si vous connaissez des sites web de qualité traitant du thème abordé ici, merci de compléter l'article en donnant les références utiles à sa vérifiabilité et en les liant à la section « Notes et références ».
Pour les articles homonymes, voir Guion.
Pascal Guion est un footballeur français né le 13 septembre 1964 au Mans dans le département de la Sarthe. Il évolue au poste d'attaquant durant les années 1980.
Son frère cadet, le défenseur David Guion, est également footballeur professionnel.

## Biographie
Formé au Lille OSC, il joue ensuite au FC Rouen, à l'AS Cannes et à l'AS Beauvais avant de terminer sa carrière au Stade de Reims.
Il dispute un total de 55 matchs en Division 1 (6 buts) et 161 matchs en Division 2 (8 buts).
Avec le Lille OSC, il est demi-finaliste de la Coupe de France à deux reprises, en 1983 et 1985. 
Pascal Guion est champion d'Europe junior en 1983 avec l'équipe de France.